# 第1號交響曲 (蕭士塔高維奇)
f小調第1號交響曲，作品10，是俄國作曲家蕭士達高維契的音樂作品。創作於1924年至1925年，並於1926年5月12日於列寧格勒首演，由尼古拉·馬爾科帶領列寧格勒交響樂團作演出。

## 背景
1919至1925年，蕭士達高維契進入了當時由作曲家格拉祖諾夫所領導的列寧格勒音樂學院（即前身為聖彼徥堡音樂學院）修讀音樂，其中跟隨了史坦伯格學習作曲；這首作品正是作曲家的作曲系畢業作品，當年他只得19歲。格拉祖諾夫對這首作品非常欣賞，也覺得年紀輕輕的蕭士達高維契有如自己年輕時的影子（格拉祖諾夫的第1號交響曲也是在19歲時完成的），並積極安排這首作品的首演事宜。1927年，他在参加了华沙蕭邦国际钢琴比赛時遇上了指揮家。對方對《第1號交响曲》十分欣賞，並於翌年在德國柏林作演出。後來斯托科夫斯基亦聯同費城管絃樂團作美國首演。
《第1號交響曲》在各地都得到了空前的成功，亦引來各方的目光，開始關注這一位蘇聯土生的新晉作曲家。這首作品在他十五首交響曲中，評價亦是較高的一首。歸根究底，這首樂曲一方面表達出有趣、活力和機智的特色，同時亦包涵了悲劇元素的戲劇性。同時他的寫作手法，很容易聯想到同時期的史特拉汶斯基和浦羅哥菲夫的作品。而且，《第1號交響曲》室樂般的編制，相比他後來著大規配編制以及具馬勒風格的複雜配器法和結構，可以窺視年輕的蕭士達高維契充滿活力和清新的一面，令人印象深刻。

## 樂曲結構
本樂曲共分為四個樂章，其中第3及第4樂章為連續演奏。
- 第1樂章：小快板（Allegretto）- 不太快的快板（Allegro non troppo），4/4及3/4為主，約8分鐘

前奏部份由小號和巴松管帶出兩個不同的節奏型，單簧管將小號的樂句加以擴展。第一小提琴於排練號#6再帶出另一個樂句動機後，單簧管在轉節奏後正式奏出呈現部第一主題，是由前奏的兩個節奏型所結合而成，並配以低音絃樂穩定的四分音撥絃。樂曲之後進入3/4段落，在絃樂的撥絃下，長笛及單簧管演奏第二主題，是一首輕型，以第二拍為重音的圓舞曲段落，然後是一個結合前奏和呈現部的中段部份，頗有嘉年華般的氣氛。接著圓舞曲段再次出現，終結部再一次出現嘉年華式的氣氛，及後第一主題和前奏部份重新展現，並於安靜中結束。
- 第2樂章：快板（Allegro），4/4 - 稍慢（Meno Mosso），3/4為主，約4分鐘

大提琴和單簧管的前奏，內藏主題旋律的重要兩拍節奏動機: ti-tiri-ti-ti。小提琴的節奏動機帶入了諧躍曲式的第一主題，同時間鋼琴在各樂器中間穿插其中，相當有如後期《第1號鋼琴協奏曲》的影子。中段是稍慢三拍子，帶略田園色彩的樂段。第2小提琴一直保持著E絃的空絃音，木管樂器先後奏出二重奏樂段。然後巴松管、低音絃樂和大鼓引回第一主題，鋼琴如獨奏般的段落再一次出現，並在圓號及小號的帶領中進入了全樂章的高潮。突然間，三下鋼琴的和絃獨奏，把樂隊帶回中段節奏，但只剩下了E絃空絃和三角鐵的的碎音，伴以中提琴、大提琴不明顯的二重奏和鋼琴的錘式和絃。最尾絃樂加入了A, E 的五度泛音，再以敲擊樂的輕奏結束。
- 第3樂章：緩板（Lento） - 最緩板（Largo） - 緩板（Lento），4/4，約8分鐘，直落

在絃樂的分解和絃下，雙簧管一開始便帶入第1主題，及後大提琴、長笛及小提琴亦抽取了第1主題的其中一個節奏型加以擴展及變化，並夾著一組由三連音所演奏的節奏動機。中段節奏再為放慢，雙簧管奏出帶附點的新樂句，並重現第二樂章中的片段。單簧管引領樂曲返回第一部份。結尾同時出現三連音節奏組及中段的附點節奏，絃樂小組和木管的重覆片段引領在降D大調的和絃上結束，背後的小鼓滾奏在絃樂結束後漸漸增強，直接進入最後一個樂章。
- 第4樂章：持續的快板（Allegro molto），4/4、2/4，末段為2/2，約9分鐘

## 配器
這首交響曲的配器，基本上是跟隨浪漫時期初期的編制，只是蕭士達高維契另加上鋼琴（在浦羅哥菲夫的交響曲亦常見到），而敲擊樂器則稍為加添。至於樂譜中的中音小號，樂譜上標示為F調，故極有可能只是使用古典時期的舊式F調小號而已。
- 木管樂器：短笛（第4樂章須兼任第3長笛）、2長笛（第2長笛於第1樂章須兼任第2短笛）、2雙簧管、2單簧管、2巴松管
- 銅管樂器：4圓號、3小號（第1,2小號為 B♭調；第3小號為F調）、3長號、大號
- 敲擊樂器(共需要5位)：定音鼓、大鼓、小鼓、鑼、鈸、三角鐵、鐵片琴
- 鍵盤樂器：鋼琴
- 絃樂器：第1小提琴、第2小提琴、中提琴、大提琴、低音提琴

## 外部連結
- 香港已故樂評人陳浩才先生談蕭士達高維契《第1號交響曲》